# Movimiento Mana Māori
El Movimiento Mana Māori es un partido político de Nueva Zelanda. Defiende al pueblo maorí. Fue fundado por Eva Rickard, una destacada activista maorí. Rickard fue originalmente miembro de Mana Motuhake, otro partido maorí, pero cuando éste se unió a la Alianza (una amplia coalición de izquierda). Rickard, creyendo que se necesitaba un nuevo partido maorí, fundó Mana Māori en 1993.
Mana Māori fue el mayor partido enteramente maorí de Nueva Zelanda impugnando las elecciones generales de 2002, e incorporaba los partidos más pequeños Te Tawharau y Piri Wiri Tua, pero no ganó ningún escaño. La aparición del nuevo Partido Maorí, fundado por MP Tariana Turia, llevó a la transferencia de apoyo de Mana Māorí, y el partido fue oficialmente revocado en 2005.
- Datos: Q9035476